# Petra Nagyová-Džerengová
Petra Nagyová-Džerengová (Kassa, 1972. március 3. –) szlovák író.

## Élete
Édesapja ruszin nemzetiségű, édesanyja színtiszta szlovák faluból származik. Tizenhat éves korában a a Pozsonyi Magyar Intézetben magyar tanfolyamra iratkozott be. Többször járt a Balatonnál, megtetszett neki a magyar nyelv.
A Pozsonyi Közgazdaságtudományi Egyetemen a külkereskedelmi karon végzett. Kiválóan megtanult angolul, németül és franciául. Az egyetemi évei alatt (1991–1996) légiutas-kísérőként dolgozott a szlovák légitársaságnál, a Tatra Air-nél. Az egyetem befejezése után a Szlovák televízió külföldi tudósítók osztályán dolgozott mint riporter, bemondó, forgatókönyvíró. A gyermekei születése után már csak az írással foglalkozott. Ez idő alatt több írása jelent meg magazinokban és napilapokban. Az első könyve 2005-ben jelent meg.
A férje, a csallóközi származású Nagy József, politikus, európai parlamenti képviselő. 2010-ben indult a helyhatósági választásokon, a szlovák főváros egyik főpolgármester-helyettese lett, a szociális ügyek felelőse. Férjével és négy gyermekével (két fiával: Leo, Teo és két lányával: Lora és Klára) Pozsonyban él.

## Íróként
Az első regénye, a Chcem len tvoje dobro (Csak a javadat akarom) 2005-ben jelent meg. A történet egy látszólag sikeres, boldog házasság összeomlását kíséri végig. Ez a kötete rövidesen a sikerlista élére került Szlovákiában. 2007-ben jelent meg a Pozri sa na seba (Nézz magadra!) című könyve, amely a családon belüli erőszakról szól. A történet lélektani szempontból is kivételes, körképet ad a képmutatás sokféleségéről. Azóta további négy regényt és két mesekönyvet adott ki. Művei (2014-ig) több mint 150 ezer példányban keltek el Szlovákiában.

## Művei
- Chcem len tvoje dobro (2005) Csak a javadat akarom
- Za to mi zaplatíš (regény, 2006) Fizetsz nekem
- Pozri sa na seba (regény, 2007) Nézz magadra!
- Nepýtaj sa, kde som (regény, 2008) Ne kérdezd, hol vagyok
- Ženy nášho rodu (regény, 2010)
- Klára a mátohy (meseregény, 2012) Klára és a mumusok

### Magyarul
- Nézz magadra! (Ulpius-ház, Budapest, 2012, fordította: Mészáros Tünde) ISBN 9789632544984
- Csak a javadat akarom (Ulpius-ház, Budapest, 2013, fordította: Mészáros Tünde) ISBN 9789632547121
- Klára és a mumusok (Pagony Kiadó, Budapest, 2013, fordította: Mészáros Tünde, illusztrálta: Katarina Gasko, Apu mesél sorozat)[2] ISBN 9786155291272
- Klára és az iglu (Pagony Kiadó, Budapest, 2014, illusztrálta: Katarina Gasko)[3] ISBN 9786155441677

## Fordítás
- Ez a szócikk részben vagy egészben  a   Petra Nagyová-Džerengová című szlovák Wikipédia-szócikk ezen változatának fordításán alapul.  Az eredeti cikk szerkesztőit annak laptörténete sorolja fel. Ez a jelzés csupán a megfogalmazás eredetét és a szerzői jogokat jelzi, nem szolgál a cikkben szereplő információk forrásmegjelöléseként.